# Juani Castillo
Pour les articles homonymes, voir Castillo.
Juan José Castillo Barreto, plus connu comme Juani Castillo, né le 3 octobre 1955 à Las Palmas de Gran Canaria (îles Canaries, Espagne), est un footballeur espagnol reconverti en entraîneur qui jouait au poste d'ailier gauche. Il participe aux Jeux olympiques d'été de 1976 avec la sélection espagnole.

## Biographie
Juani joue avec le club de l'UD Las Palmas entre 1974 et 1983. Il participe avec cette équipe à la Coupe de l'UEFA lors de la saison 1977-1978. Il joue trois matchs et inscrit un but contre le Sloboda Tuzla.
Par la suite, en 1983, il rejoint le RCD Majorque. Puis, en 1984, il joue brièvement au CD Málaga, avant de revenir jouer à Las Palmas de 1985 à 1987.
Il termine sa carrière en troisième division avec l'UD Telde. Il raccroche définitivement les crampons en 1989.
Au cours de sa carrière, il dispute un total de 309 matchs en première division espagnole, inscrivant 61 buts. Il réalise sa meilleure performance lors de la saison 1981-1982, où il inscrit 11 buts en championnat.
Juani fait partie de l'équipe d'Espagne qui participe aux Jeux olympiques de Montréal en 1976. Lors du tournoi olympique, il ne joue qu'une seule rencontre, face à l'Allemagne de l'Est.